# Rocafort de Queralt
Rocafort de Queralt es un municipio español de la comarca catalana de la Cuenca de Barberá (Tarragona). Cuenta con una población de 246 habitantes (INE 2024).  Está situado en la orilla del río Vallverd.

## Historia
Según documentos del 1076, pertenecía a Guerau Guitard de Santa Perpetua quien se encargó de su repoblación. En el siglo XIII estaba en manos de la familia Queralt y en 1370 se estableció la Baronía de Rocafort de Queralt. Pasó por diversas manos hasta que a principios del siglo XVI fue adquirido por Joan d'Armengol. El anterior barón fue Ferran d'Alemany i de Milà, la baronía quedó vacante a su muerte, ocurrida en 1954.
El actual barón es Rafael Cirera i Oller, quien rehabilitó el Título mediante Decreto de 2 de junio de 1995.

## Geografía humana

### Demografía
Cuenta con una población de 246 habitantes (INE 2024).
| Gráfica de evolución demográfica de Rocafort de Queralt entre 1842 y 2021                                             |
| |
| Población de derecho según los censos de población del INE. Población de hecho según los censos de población del INE. |

### Economía
La principal actividad económica es la agricultura, con el cultivo de la viña como elemento destacado. Hay también campos de cereales y de otros cultivos de secano.

## Cultura

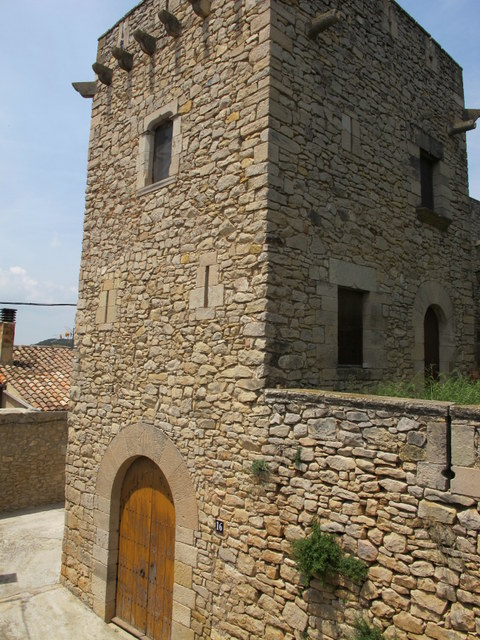
Castillo de Rocafort de Queralt.

La iglesia parroquial está dedicada a San Salvador y se construyó sobre la antigua iglesia primitiva. Data del siglo XVIII y es de estilo barroco tardío. Tiene un esbelto campanario. Un poco alejado del centro de la población se encontraba el antiguo castillo de Rocafort. Fue reconstruido en la década de 1960 por Juli Bonet i Ninot intentando preservar la estética clásica. Tiene dos torres y un patio central. Hay que destacar también el edificio de la bodega cooperativa, de estilo modernista. Fue construida en 1919 por Cèsar Martinell.
Rocafort de Queralt celebra su fiesta mayor en el mes de agosto, coincidiendo con la festividad de San Salvador. En el mes de octubre se celebra la Festa d'Homenatge a la Gent Gran.